# День патриота (фильм)
«День патриота» (англ. Patriots Day) — американский боевик-триллер 2016 года, девятый полнометражный фильм режиссёра Питера Берга и сценаристов Берга, Мэтта Кука и Джошуа Зетумера, рассказывающий про взрывы на Бостонском марафоне 15 апреля 2013 года и последующую охоту на террористов. Он основан на книге Кейси Шермана и Дэйва Веджа Бостон Стронг. В нём снимаются Марк Уолберг, Кевин Бейкон, Джон Гудман, Джей К. Симмонс и Мишель Монаган. Это третья совместная работа Берга и Уолберга после Уцелевшего и Глубоководного горизонта. Название отсылает ко Дню патриотов, празднику штата Массачусетс, в который проводится Бостонский марафон.
Основные съёмки начались 29 марта 2016 года в Нью-Йорке, а также снимались в Бостоне, Лос-Анджелесе, Новом Орлеане и Филадельфии. Премьера фильма состоялась 17 ноября 2016 года на фестивале AFI. Распространяемый CBS Films через Lionsgate, он был выпущен в Бостоне, Нью-Йорке и Лос-Анджелесе 21 декабря 2016 года, а затем 13 января 2017 года вышел в общенациональный прокат. Он получил положительные отзывы за режиссуру Берга и игру актёров и собрал 52 миллиона долларов при бюджете в 45 миллионов долларов. Фильм был выбран Национальным советом кинокритиков в качестве одного из десяти лучших фильмов 2016 года.

## Сюжет
14 апреля 2013 года сержант Бостонского полицейского управления Томми Сондерс задерживает подозреваемого и не может убедить комиссара Дэвиса освободить его от отбывания наказания на следующий день во время участия в Бостонском марафоне. Во время марафона братья Джохар и Тамерлан Царнаевы взорвали две бомбы, вызвав всеобщую панику.
Молодая пара Патрик Даунс и Джессика Кенски получили ранения и были доставлены в разные больницы, где им обоим пришлось ампутировать по одной ноге. Стив Вулфенден, семейный человек, также ранен и разлучен со своим маленьким сыном Лео, которого офицер увозит в безопасное место.
Ответственному специальному агенту ФБР Ричарду Делорье поручено расследовать взрывы в сотрудничестве с комиссаром полиции Бостона Дэвисом, в то время как Томми ищет улики и помогает людям, которые были ранены или разлучены со своими близкими во время хаоса, включая Патрика, Джессику, Стивена и Лео.
Аналитики ФБР просматривают видеозапись взрыва и идентифицируют Джохара и Тамерлана в качестве подозреваемых, но Делорье неохотно обнародует их фотографии без дополнительных доказательств. Его вынуждают действовать, когда фотографии просачиваются в прессу, в то время как люди сержанта полиции Уотертауна Джеффри Пульезе начинают обход дома в поисках этой пары.
Братья Царнаевы убивают офицера полицейского управления Массачусетского технологического института Шона Коллиера в неудачной попытке украсть его пистолет, а затем угоняют машину студента Дана "Дэнни" Мэна, сообщив ему, что они совершили взрыв на марафоне и планировали совершить еще один в Нью-Йорке.
Пока Джохар находится в круглосуточном магазине автозаправочной станции Shell, Мэн сбегает из машины и находит убежище на заправочной станции Mobil через дорогу, где он сообщает полиции о местонахождении братьев после того, как они уезжают на угнанной машине. Томми прибывает на место происшествия, узнает о плане братьев и получает GPS-номер угнанного автомобиля, что приводит полицию к паре, что приводит к вооруженной конфронтации.
Несколько офицеров ранены в последовавшей перестрелке, где братья используют как огнестрельное оружие, так и бомбы. Пока Тамерлан стреляет, Пульезе простреливает ему лодыжку, что мешает ему собрать больше взрывчатки. Тамерлан приказывает Джохару бежать в Нью-Йорк, чтобы продолжить бесчинство, пока он будет сражаться в последний раз. Когда полиция усмиряет Тамерлана, Джохар во время бегства сбивает своего брата, убивая его, и убегает в хаосе.
Тем временем жена Тамерлана Кэтрин Рассел и друзья Джохара по колледжу в Дартмуте (Диас Кадырбаев, Азамат Тажаяков и Робел Филлипос) задержаны командой ФБР по освобождению заложников и допрошены Группой по допросу особо важных лиц. Рассел отказывается раскрывать какие-либо сведения о незаконной деятельности своего мужа, наперекор перефразируя Коран, в то время как соседи Джохара по комнате, похоже, не знают о его планах, несмотря на то, что ранее в его вещах были обнаружены компоненты бомбы.
Позже в Уотертауне местный житель по имени Дэвид Хеннеберри понимает, что Джохар прячется в крытой лодке на его заднем дворе, и звонит Томми и суперинтенданту Уильяму Эвансу. Джохар быстро окружен и арестован сотрудниками ФБР после непродолжительного противостояния. Толпы ликуют на улицах близлежащих районов, в то время как Томми и его коллеги празднуют. Бостонскую полицию приглашают посетить игру "Бостон Ред Сокс", где Дэвид Ортис благодарит их за героизм и советует "оставаться сильными".
Эпилог показывает, что Джохар был приговорен к смертной казни путем смертельной инъекции и ожидает своей апелляции в федеральной тюрьме; трое его друзей по колледжу были арестованы за препятствование расследованию взрыва, и власти продолжают искать информацию о возможной причастности Рассела к взрывам.

## В ролях
| Актёр            | Роль                                       |
| ---------------- | ------------------------------------------ |
| Марк Уолберг     | сержант полиции Бостона Томми Сандерс      |
| Джон Гудмен      | комиссар полиции Бостона Эд Дэвис          |
| Дж. К. Симмонс   | сержант полиции Уотертауна Джеффри Пульезе |
| Винсент Куратола | мэр Бостона Томас Менино                   |
| Мишель Монаган   | Кэрол Сандерс жена Томми                   |
| Кевин Бейкон     | агент ФБР Ричард Делорье                   |
| Алекс Вулфф      | Джохар Царнаев                             |
| Темо Меликидзе   | Тамерлан Царнаев                           |
| Майкл Бич        | Губернатор Массачусетса Деваль Патрик      |
| Джеймс Колби     | начальник полиции Бостона Уильям Эванс     |
| Джимми О. Ян     | водитель Дан Менг                          |
| Рэйчел Броснахэн | Джессика Кенски жена Патрика Даунса        |
| Кристофер О’Ши   | Патрик Даунс муж Джессики Кенски           |
| Мелисса Бенойст  | Кэтрин Рассел жена Тамерлана Царнаева      |
| Ханди Александер | полицейский дознаватель                    |
| Дэвид Ортиc      | камео                                      |

## Критика
Фильм получил положительные отзывы кинокритиков. На сайте Rotten Tomatoes у фильма 80 % положительных рецензий на основе 239 отзывов, на сайте Metacritic — 69 баллов из 100 на основе 42 отзывов.
Кайл Смит из New York Post поставил 4 звезды из 4 и написал: «Великолепный американский фильм о величии простых американцев». Питер Дебрюге из Variety написал: «Это действительно захватывающее мегаплексное развлечение, основанное на обширных исследованиях, с участием добросовестных кинозвезд и организованное с профессионализмом и уважением».
Люк О'Нил из Esquire раскритиковал персонажа Уолберга, заявив: «Несмотря на все его разговоры о почитании своего народа, Уолберг, кажется, доволен тем, что в их изображении полагался на самые избитые клише».